# Lądowanie awaryjne

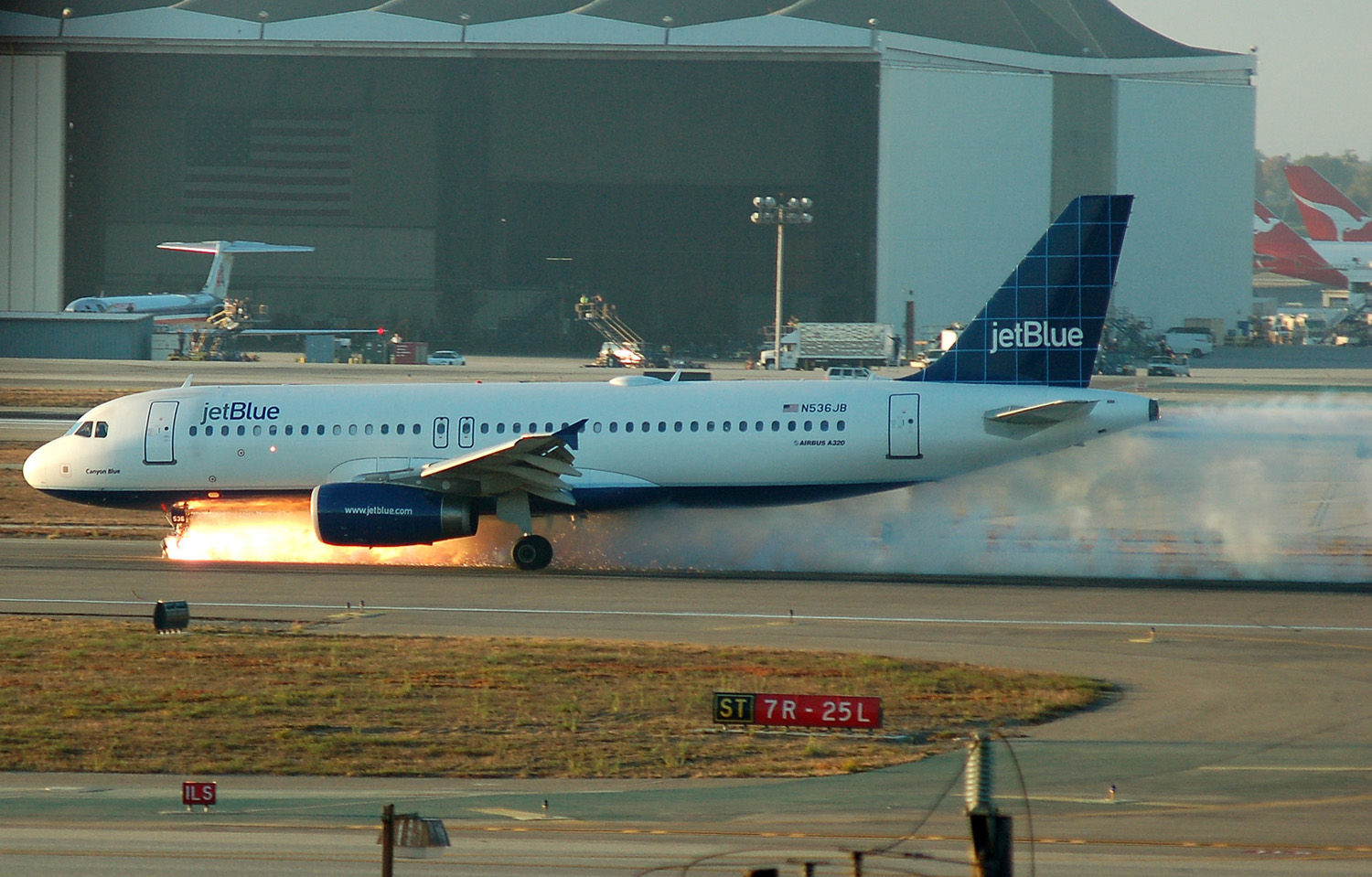
Awaryjne lądowanie Airbusa A320 linii jetBlue Airways na lotnisku w Los Angeles, 21 września 2005. Goleń przednia wysunęła się wówczas bokiem, przez co po przyziemieniu opony uległy całkowitemu zniszczeniu a tarcie metalu o pas wywołało pożar uszkodzonej goleni

Lądowanie awaryjne – określenie stosowane wobec wszelkich odmian lądowań statku powietrznego, w których załoga stosuje procedury awaryjne, w tym lądowania wodnego statków powietrznych konstrukcyjnie doń nieprzystosowanych.
Lądowanie awaryjne to lądowanie samolotu (statku powietrznego) w stanie awaryjnym, niekoniecznie na pasie startowym. Lądowania awaryjne mogą odbywać się na polach, powierzchniach wody, drzewach itp.
Z perspektywy zarządzania ruchem lotniczym (ATM) traktuje się lądowanie jako awaryjne, jeśli pilot zadeklarował sytuację awaryjną (werbalnie, przez CPDLC, kod SSR itp.) i nie anulował jej do momentu wylądowania samolotu.
W przypadku potrzeby awaryjnego lądowania samolotu pasażerskiego załoga pokładowa wydaje wszystkim pasażerom polecenia zapięcia pasów, zdjęcia ze stóp butów, zdjęcia okularów, wyjęcia z kieszeni wszelkich twardych przedmiotów (klucze, długopisy itp.) mogących spowodować obrażenia w przypadku uderzenia.
Jeśli lądowanie odbywa się na lotnisku, wysyła się lotniskową straż pożarną na wyznaczone miejsca, aby bezzwłocznie można było podjąć obsługę spodziewanego wypadku.
Samolot deklarujący sytuację awaryjną i lądujący na danym lotnisku będzie miał pierwszeństwo przed innym ruchem, włącznie ze wstrzymaniem odlotów i opóźnianiem (lub przekierowaniem) innych przylatujących samolotów. Zgodnie z prawem lotniczym dowódca każdego statku powietrznego wiedząc, że jakiś inny statek powietrzny jest w niebezpieczeństwie i jest zmuszony do awaryjnego lądowania, powinien mu dać pierwszeństwo drogi.
Lądowaniu awaryjnemu może towarzyszyć zmiana lotniska docelowego (ang. diversion/return). Nie każda zmiana lotniska docelowego jest klasyfikowana jako lądowanie awaryjne, chociaż często w mediach może być tak określana, ze względu na podobieństwa do lądowania zapobiegawczego.

## Przypadki lądowań awaryjnych
Udane lądowanie awaryjne zakończyć się może całkowitym sukcesem, gdy wszyscy ludzie znajdujący się na pokładzie pozostają przy życiu, co najwyżej odnosząc nieznaczne obrażenia (np. lądowanie w 2011 bez wysuniętego podwozia Boeinga 767 PLL LOT po raz pierwszy w historii polskiego lotnictwa cywilnego, lądowanie awaryjnie na rzece Hudson, lądowanie samolotu na wale niedaleko instalacji NASA, lądowanie w 1983 z wyłączonymi silnikami po wyczerpaniu się paliwa Boeinga 767 linii Air Canada, nazwanego po tym "szybowcem z Gimli", albo lądowanie z tego samego powodu Airbusa A330 linii Air Transat na Azorach w 2001).
Czasem tylko część osób udaje się uratować (np. po awaryjnym lądowaniu na łące pod Rzeszowem w 1988 zginęła jedna osoba, ale uratowały się dwadzieścia dwie; podobnie uratowano prawie wszystkich pasażerów Boeinga 737 linii Aloha Airlines lądującego awaryjnie z bardzo poważnie uszkodzonym kadłubem).
W niektórych wypadkach jednak, awaryjne lądowanie kończy się upadkiem na ziemię (lub do wody), często połączonym z pożarem, i śmiercią wszystkich lub dużej części ludzi na pokładzie. Przykładem może być przypadek katastrofy lotu Saudi Arabian Airlines 163, gdy opieszałość załogi w trakcie ewakuacji i panika powstała w wyniku pożaru doprowadziły do śmierci wszystkich 301 osób znajdujących się na pokładzie. Innym takim przypadkiem była katastrofa lotu Nigeria Airways 2120, gdy przy lądowaniu maszyny z powodu pożaru na pokładzie DC8 uderzył w ziemię 1 km przed pasem startowym (wtedy w Dżuddzie zginęło 261 osób), czy też katastrofa w Lesie Kabackim w Warszawie: w tej sytuacji uszkodzony po wybuchu silnika samolot rozbił się 5 kilometrów od lotniska zabijając 183 osoby - najwięcej w historii polskiego lotnictwa. Kolejnym przykładem jest próba awaryjnego lądowania samolotu United Airlines w Sioux City, kiedy to w wyniku uderzenia o pas przechylonego na prawe skrzydło samolotu zginęło 112 osób z 296 ludzi będących wówczas na pokładzie).
Potrzeba podjęcia decyzji o awaryjnym lądowaniu może zajść również podczas pilotowania samolotu wojskowego, choć niezbyt często informacje o takich wydarzeniach trafiają do wiadomości publicznej. Jednym z przypadków, kiedy opinia publiczna mogła dowiedzieć się o takim wydarzeniu, a nawet zobaczyć je w telewizji, było zakończone sukcesem awaryjne lądowanie polskiego samolotu wielozadaniowego F-16 na Okęciu w Warszawie w lipcu 2008, do którego doszło po stwierdzeniu przez pilota zadymienia we wnętrzu kokpitu.

## Rodzaje
Lądowanie awaryjne to ogólne pojęcie sytuacji, w której statek powietrzny dokonuje innego niż normalne lądowania. Do wskazania konkretnego aspektu zdarzenia używa się różnych innych terminów. Przykłady:

### Przymusowe lądowanie
Samolot musi wylądować nieuchronnie, często niezależnie od terenu, np. z powodu wyczerpania paliwa lub awarii wszystkich silników.
Zwykle przymusowe lądowanie jest uznawane za lądowanie awaryjne, gdyż poprzedza go sytuacja awaryjna jak np. niekontrolowany pożar lub dym na pokładzie, awaria silnika samolotu jednosilnikowego, znaczne uszkodzenie konstrukcji itp. Występują jednak przypadki, gdy przymusowe lądowanie nie jest uznawane za sytuację awaryjną, na przykład gdy samolot jest zmuszony do skorzystania z określonego lotniska z powodu przechwycenia wojskowego. Zdarza się też, że pomimo zgłoszenia sytuacji awaryjnej, załoga decyduje się kontynuować lot na bardziej odpowiednie lotnisko.

### Lądowanie zapobiegawcze
Lądowanie zapobiegawcze ma miejsce, gdy lot nadal może być kontynuowany, ale nie jest on wskazany ze względu na ryzyko określane przez załogę lotniczą.
Typową sytuacją jest wystąpienie problemu technicznego, który nie jest jednak na tyle poważny, aby uzasadniać zgłoszenie „Mayday”, np. degradacja systemu nawigacyjnego lub utrata redundancji systemu. Nawet w takich przypadkach standardowe procedury operacyjne samolotu mogą zalecać lądowanie na najbliższym odpowiednim lotnisku. Inne przykłady warunków mogących wymagać lądowania zapobiegawczego, szczególnie w przypadku małych statków powietrznych: pogarszająca się pogoda, zagubienie, niedobór paliwa, stopniowo rozwijająca się degradacja silnika, pogorszenie stanu zdrowia pilota.
Lądowania zapobiegawcze często mają miejsce na lotnisku, chociaż nie zawsze. W pewnych okolicznościach lądowanie w dogodnym terenie, nawet przy ryzyku uszkodzenia samolotu, może być lepszym wyjściem niż próba dotarcia do lotniska, ryzykując przymusowe lądowanie w mniej dogodnej sytuacji.
Lądowania zapobiegawcze bez uprzedniej deklaracji sytuacji awaryjnej nie są traktowane jako lądowania awaryjne.

### Lądowanie awaryjne na wodzie
Lądowanie awaryjne na wodzie (wodowanie), przymusowe lub zapobiegawcze (ang. ditching). Obejmuje tylko samoloty nie przystosowane do lądowania na wodzie. Zdarzenia z lądowaniem na wodzie hydroplanów i samolotów amfibii są zazwyczaj zgłaszane jako lądowania zapobiegawcze/przymusowe.

### Lądowanie awaryjne bez podwozia
Lądowanie awaryjne bez wysuniętego podwozia (ang. belly landing). Zazwyczaj spowodowane awarią sprzętu (podwozie nie może zostać wysunięte lub nie może osiągnąć pozycji zablokowanej). W niektórych przypadkach wykonuje się je celowo, np. podczas lądowania awaryjnego poza lotniskiem, gdzie lądowanie ze schowanym podwoziem może być bezpieczniejsze. Sytuacja, w której samolot ląduje z podwoziem wysuniętym z powodu błędu ludzkiego (tj. załoga zapomina o jego wysunięciu), określana mianem lądowania bez podwozia (ang. gear-up landing), nie jest uważana za lądowanie awaryjne lub lądowanie awaryjne bez podwozia, gdyż załoga nie spodziewa się niczego nietypowego do momentu dotknięcia ziemi przez samolot.

### „Crash landing” (termin angielski)
Lądowanie, w którym samolot doznaje znacznego uszkodzenia konstrukcji, np. z powodu twardego lądowania lub zjechania z pasa startowego. W potocznym znaczeniu oznacza to samo, co ogólne lądowanie awaryjne z ewentualnym uszkodzeniem samolotu. Według podręcznika FAA to „lądowanie, podczas którego samolot ulega uszkodzeniu uniemożliwiającemu naprawę”.